# Cricqueville-en-Bessin
Cricqueville-en-Bessin  est une commune française, située dans le département du Calvados en région Normandie, peuplée de 170 habitants.

## Géographie

### Description
Commune littorale de la Manche, Cricqueville-en-Bessin est située à dix kilomètres d'Isigny-sur-Mer et à vingt-cinq kilomètres de Bayeux, dans le parc naturel régional des Marais du Cotentin et du Bessin.
Elle est traversée par le sentier de grande randonnée GR 223.

### Communes limitrophes
| Mer de la Manche, Grandcamp-Maisy | Mer de la Manche       | Mer de la Manche, Saint-Pierre-du-Mont |
| Grandcamp-Maisy                   | Cricqueville-en-Bessin | Saint-Pierre-du-Mont                   |
| Grandcamp-Maisy, La Cambe         | La Cambe               | Saint-Pierre-du-Mont                   |

### Hydrographie
La commune est située dans le bassin Seine-Normandie. Elle est drainée par le Véret et divers autres petits cours d'eau,.
Le Véret, d'une longueur de 13 km, prend sa source dans la commune de Formigny La Bataille et se jette  dans la baie de Seine à Grandcamp-Maisy, après avoir traversé six communes. 

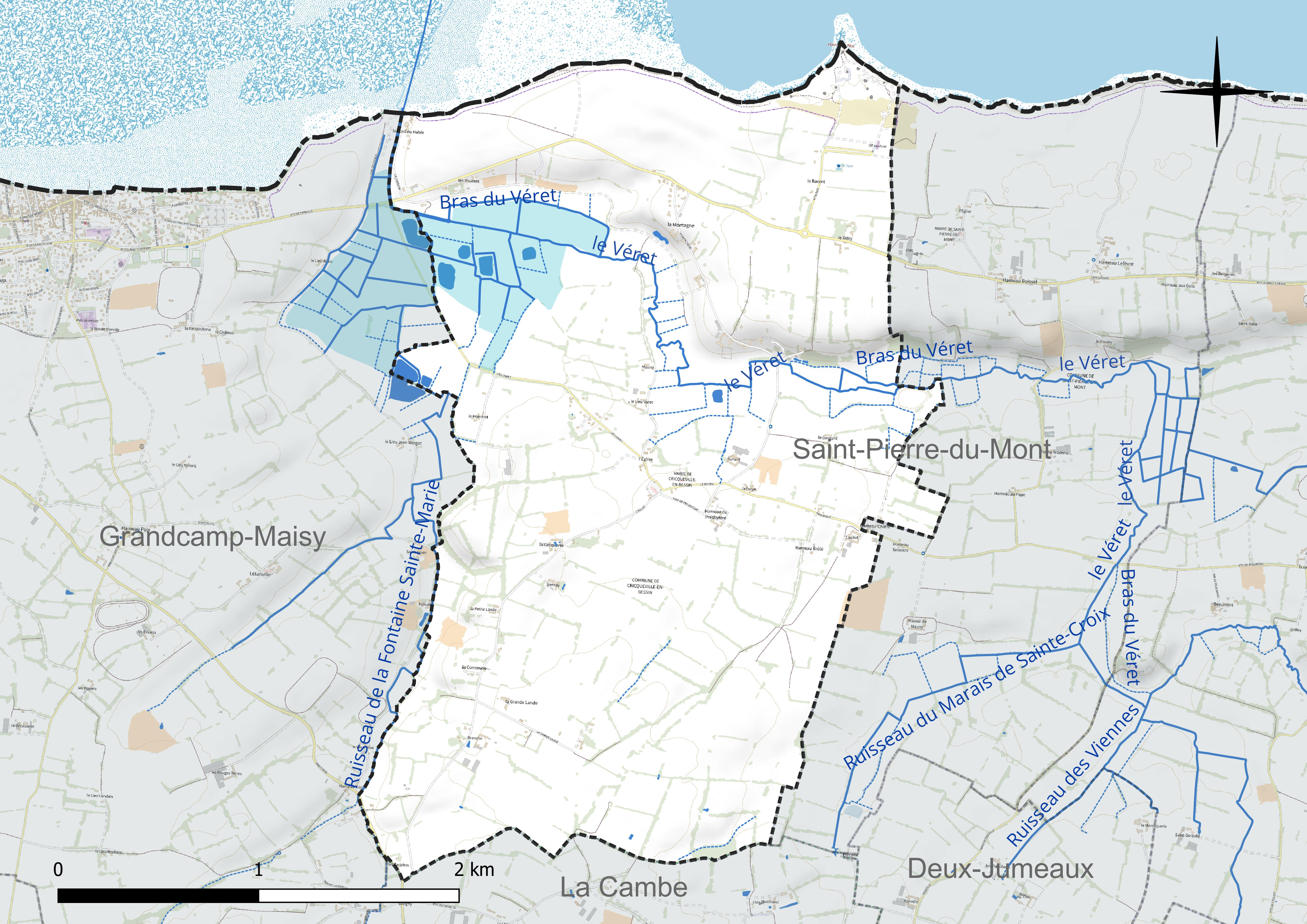
Réseau hydrographique de Cricqueville-en-Bessin.

### Climat
Pour des articles plus généraux, voir Climat de la Normandie et Climat du Calvados.
En 2010, le climat de la commune est de type climat océanique franc, selon une étude du CNRS s'appuyant sur une série de données couvrant la période 1971-2000. En 2020, Météo-France publie une typologie des climats de la France métropolitaine dans laquelle la commune est exposée à un climat océanique et est dans la région climatique Normandie (Cotentin, Orne), caractérisée par une pluviométrie relativement élevée (850 mm/a) et un été frais (15,5 °C) et venté. Parallèlement le GIEC normand, un groupe régional d'experts sur le climat, différencie quant à lui, dans une étude de 2020, trois grands types de climats pour la région Normandie, nuancés à une échelle plus fine par les facteurs géographiques locaux. La commune est, selon ce zonage, exposée à un « climat maritime », correspondant au Cotentin et à l'ouest du département de la Manche, frais, humide et pluvieux, où les contrastes pluviométrique et thermique sont parfois très prononcés en quelques kilomètres quand le relief est marqué.
Pour la période 1971-2000, la température annuelle moyenne est de 11,2 °C, avec  une amplitude thermique annuelle de 10,7 °C. Le cumul annuel moyen de précipitations est de 831 mm, avec 13,4 jours de précipitations en janvier et 8,1 jours en juillet. Pour la période 1991-2020, la température moyenne annuelle observée sur la station météorologique la plus proche, située sur la commune de Balleroy-sur-Drôme à 25 km à vol d'oiseau, est de 11,2 °C et le cumul annuel moyen de précipitations est de 924,3 mm,. Pour l'avenir, les paramètres climatiques de la commune estimés pour 2050 selon différents scénarios d'émission de gaz à effet de serre sont consultables sur un site dédié publié par Météo-France en novembre 2022.

## Urbanisme

### Typologie
Au 1er janvier 2024, Cricqueville-en-Bessin est catégorisée commune rurale à habitat très dispersé, selon la nouvelle grille communale de densité à 7 niveaux définie par l'Insee en 2022.
Elle est située hors unité urbaine et hors attraction des villes,.
La commune, bordée par la baie de Seine, est également une commune littorale au sens de la loi du 3 janvier 1986, dite loi littoral. Des dispositions spécifiques d'urbanisme s'y appliquent dès lors afin de préserver les espaces naturels, les sites, les paysages et l'équilibre écologique du littoral, tel le principe d'inconstructibilité, en dehors des espaces urbanisés, sur la bande littorale des 100 mètres, ou plus si le plan local d'urbanisme le prévoit.

### Occupation des sols
L'occupation des sols de la commune, telle qu'elle ressort de la base de données européenne d'occupation biophysique des sols Corine Land Cover (CLC), est marquée par l'importance des territoires agricoles (98,6 % en 2018), une proportion sensiblement équivalente à celle de 1990 (98,3 %). La répartition détaillée en 2018 est la suivante : 
prairies (43,2 %), terres arables (33,9 %), zones agricoles hétérogènes (21,5 %), zones humides côtières (1,3 %), eaux maritimes (0,1 %). L'évolution de l'occupation des sols de la commune et de ses infrastructures peut être observée sur les différentes représentations cartographiques du territoire : la carte de Cassini (XVIIIe siècle), la carte d'état-major (1820-1866) et les cartes ou photos aériennes de l'IGN pour la période actuelle (1950 à aujourd'hui).

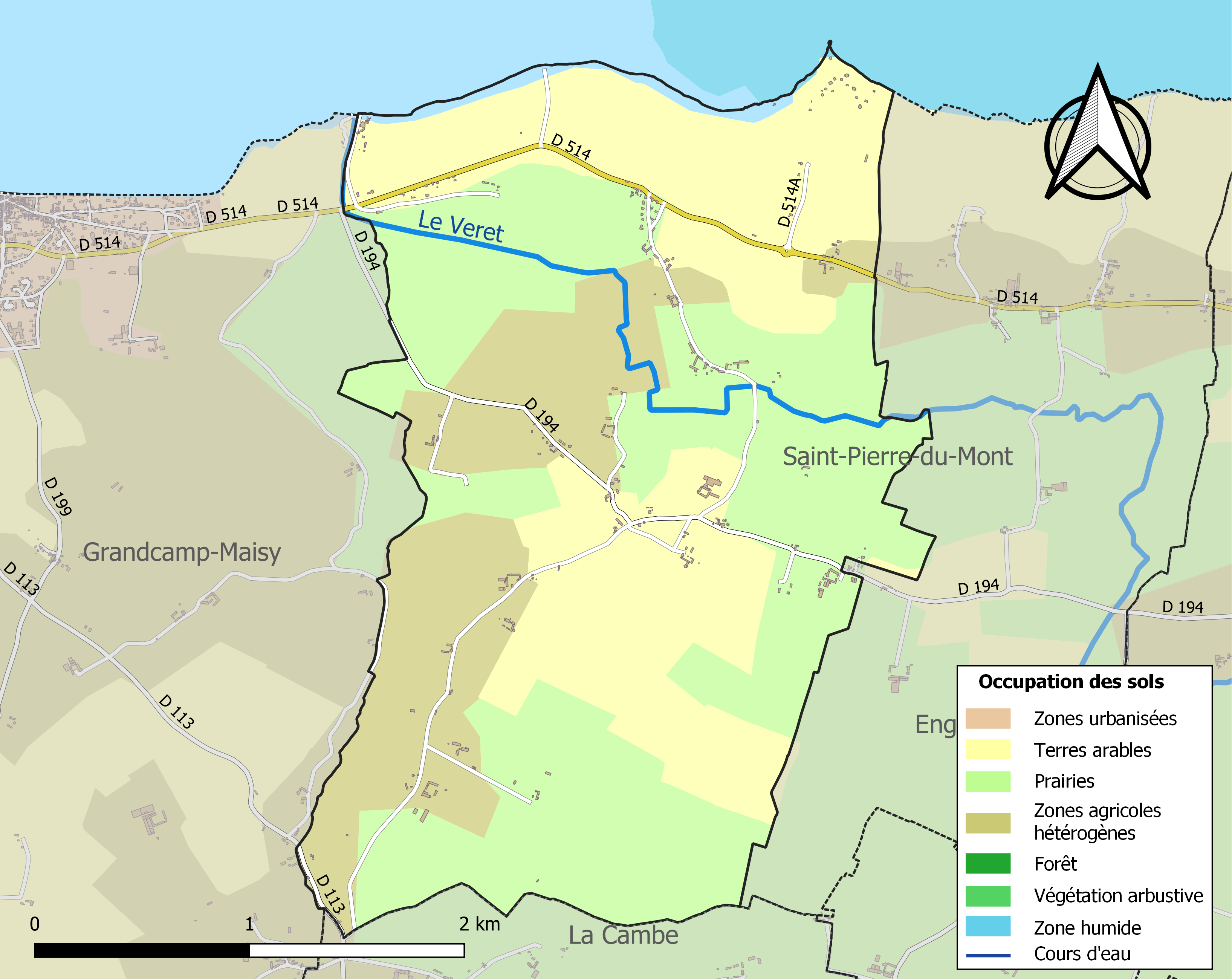
Carte des infrastructures et de l'occupation des sols de la commune en 2018 (CLC).

### Habitat et logement
En 2018, le nombre total de logements dans la commune était de 124, alors qu'il était de 120 en 2013 et de 119 en 2008.
Parmi ces logements, 66,6 % étaient des résidences principales, 28,4 % des résidences secondaires et 5 % des logements vacants. Ces logements étaient pour 92,3 % d'entre eux des maisons individuelles et pour 5,1 % des appartements.
Le tableau ci-dessous présente la typologie des logements à Cricqueville-en-Bessin en 2018 en comparaison avec celle du Calvados et de la France entière. Une caractéristique marquante du parc de logements est ainsi une proportion de résidences secondaires et logements occasionnels (28,4 %) supérieure à celle du département (18 %) et à celle de la France entière (9,7 %). Concernant le statut d'occupation de ces logements, 82,9 % des habitants de la commune sont propriétaires de leur logement (82,3 % en 2013), contre 57 % pour le Calvados et 57,5 % pour la France entière.
| Typologie                                               | Cricqueville-en-Bessin | Calvados | France entière |
| ------------------------------------------------------- | ---------------------- | -------- | -------------- |
| Résidences principales (en %)                           | 66,6                   | 75,2     | 82,1           |
| Résidences secondaires et logements occasionnels (en %) | 28,4                   | 18       | 9,7            |
| Logements vacants (en %)                                | 5                      | 6,8      | 8,2            |

## Toponymie

### Cricqueville-en-Bessin
Le nom de la localité est attesté sous les formes Crycavilla en 1096 (Faucon, hist. de Saint-Vigor) ; Crekevilla 1198 (magni rotuli, p. 36).
Il s'agit d'une formation toponymique médiévale en -ville au sens ancien de « domaine rural » (ancien français vile « domaine rural, village » du gallo-roman VILLA « grand domaine rural »).
Le premier élément Cricque- représente sans doute un appellatif toponymique d'origine scandinave, à savoir kirkja « église », devenu crique par métathèse de [r]. Il existe quelques cas pour lesquels l'élément ville peut être précédé d'un appellatif vieux norrois, cf. Bouville (Seine-Maritime). L'hypothèse d'un nom de personne norrois *Kriki, non attesté, est donc inutile. En revanche, dans ce cas précis on peut penser que le vieux norrois kriki « crique » peut expliquer le premier élément Cricque- car il existe effectivement une crique en eau profonde qui forme un port naturel sur le territoire de l'ancienne paroisse.
En 1891, Cricqueville devient Cricqueville-en-Bessin. Le déterminant complémentaire en Bessin a été rajouté pour éviter la confusion avec d'autres Criqueville dans le même département.
Le gentilé est Cricquevillais.

### Pointe du Hoc
Il s'agit quasiment d'une tautologie, les sens de l'ancien normand hoc s'étant perdu, on lui a adjoint le terme français pointe. Hoc est un appellatif toponymique issu du vieil anglais hōc qui avait également le sens de « pointe de terre, cap ». Il a donné l'anglais hook « crochet », mais qui conserve également, dans de rares usages, le sens de « cap étroit » ou « spit or narrow cape of sand or gravel turned landward at the outer end » Cf. Sandy Hook, New Jersey. Il s'est hypothétiquement croisé avec l'ancien scandinave haka « menton » employé à l'accusatif, c'est-à-dire höku, et l'ancien scandinave haki « crochet ». Il existe de nombreux homonymes en Normandie, notamment dans le Cotentin, le pays de Caux et le Roumois, comme le havre et la pointe du Hoc près d'Harfleur, le pré du Hoc à Martin-Église, le Hoc à Saint-Pierre-en-Port et à Aizier, etc.

## Politique et administration

### Rattachements administratifs et électoraux

#### Rattachements administratifs
La commune se trouve dans l'arrondissement de Bayeux du département du Calvados.
Elle faisait partie depuis 1801 du canton d'Isigny-sur-Mer. Dans le cadre du redécoupage cantonal de 2014 en France, cette circonscription administrative territoriale a disparu, et le canton n'est plus qu'une circonscription électorale.

#### Rattachements électoraux
Pour les élections départementales, la commune fait partie depuis 2014 du canton de Trévières
Pour l'élection des députés, elle fait partie de la cinquième circonscription du Calvados.

### Intercommunalité
Cricqueville-en-Bessin était membre de la petite communauté de communes Isigny Grandcamp Intercom, un établissement public de coopération intercommunale (EPCI) à fiscalité propre créé en 2002 et auquel la commune avait transféré un certain nombre de ses compétences, dans les conditions déterminées par le code général des collectivités territoriales.
Dans le cadre des dispositions de la loi portant nouvelle organisation territoriale de la République du 7 août 2015, qui prévoit que les établissements publics de coopération intercommunale (EPCI) à fiscalité propre doivent avoir un minimum de 15 000 habitants, cette intercommunalité a fusionné avec sa voisine pour former, le 1er janvier 2017, la communauté de communes Isigny-Omaha Intercom, dont est désormais membre la commune.

### Liste des maires
| Période                                  | Période                        | Identité               | Étiquette | Qualité                                                       |
| ---------------------------------------- | ------------------------------ | ---------------------- | --------- | ------------------------------------------------------------- |
| Les données manquantes sont à compléter. |                                |                        |           |                                                               |
| 1989                                     | mars 2008                      | Louis Le Devin         | SE        | Agriculteur                                                   |
| mars 2008                                | avril 2014                     | Frédéric Pain          | SE        | Agriculteur retraité                                          |
| avril 2014                               | automne 2022                   | Philippe Leboucher     | SE        | Employé de laiterie Démissionnaire                            |
| sept. 2022                               | En cours (au 16 décembre 2022) | Pascale Vibet Le Devin | SE        | graphiste designer chez Guy Degrenne, fille de Louis Le Devin |

Le conseil municipal est composé de onze membres dont le maire et deux adjoints.

## Population et société

### Démographie
L'évolution du nombre d'habitants est connue à travers les recensements de la population effectués dans la commune depuis 1793. Pour les communes de moins de 10 000 habitants, une enquête de recensement portant sur toute la population est réalisée tous les cinq ans, les populations de référence des années intermédiaires étant quant à elles estimées par interpolation ou extrapolation. Pour la commune, le premier recensement exhaustif entrant dans le cadre du nouveau dispositif a été réalisé en 2005.

En 2022, la commune comptait 170 habitants, en évolution de −11,92 % par rapport à 2016 (Calvados : +1,58 %, France hors Mayotte : +2,11 %).
| 1793 | 1800 | 1806 | 1821 | 1831 | 1836 | 1841 | 1846 | 1851 |
| ---- | ---- | ---- | ---- | ---- | ---- | ---- | ---- | ---- |
| 480  | 477  | 458  | 434  | 481  | 477  | 443  | 425  | 408  |

| 1856 | 1861 | 1866 | 1872 | 1876 | 1881 | 1886 | 1891 | 1896 |
| ---- | ---- | ---- | ---- | ---- | ---- | ---- | ---- | ---- |
| 439  | 446  | 432  | 437  | 430  | 401  | 418  | 393  | 365  |

| 1901 | 1906 | 1911 | 1921 | 1926 | 1931 | 1936 | 1946 | 1954 |
| ---- | ---- | ---- | ---- | ---- | ---- | ---- | ---- | ---- |
| 346  | 361  | 328  | 236  | 259  | 242  | 261  | 233  | 229  |

| 1962 | 1968 | 1975 | 1982 | 1990 | 1999 | 2005 | 2006 | 2010 |
| ---- | ---- | ---- | ---- | ---- | ---- | ---- | ---- | ---- |
| 197  | 200  | 190  | 157  | 171  | 182  | 183  | 182  | 192  |

| 2015 | 2020 | 2022 | - | - | - | - | - | - |
| ---- | ---- | ---- | - | - | - | - | - | - |
| 190  | 172  | 170  | - | - | - | - | - | - |

## Économie
La commune se situe dans la zone géographique des appellations d'origine protégée (AOP) Beurre d'Isigny et Crème d'Isigny.
La commune tente en 2025 d´obtenir l'appellation d'origine contrôlée (AOC) Calvados auprès de l´INAO.[réf. nécessaire]

## Culture locale et patrimoine

### Lieux et monuments
- Pointe du Hoc, site stratégique du débarquement de Normandie. Les vestiges de la batterie allemande sont visibles. Le blockhaus du poste de contrôle de tir est aménagé en mémorial et surmonté du monument de l'Aiguille (nl) commémorant l'assaut des Rangers.
- Sa crique en eau profonde à l'ouest de la pointe du Hoc, visible depuis le sentier côtier des douaniers.
- Église Notre-Dame du XIIIe siècle, classée Monument historique[33].
- Une stèle est dressée à l'emplacement d'un terrain d'aviation de campagne du 354th Fighter Group qui a fonctionné du 17 juin au 15 août 1944[34].

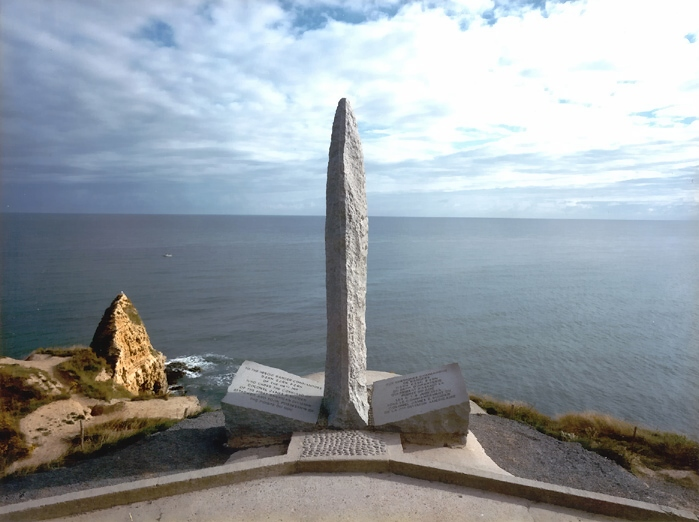
Le monument de l'Aiguille.
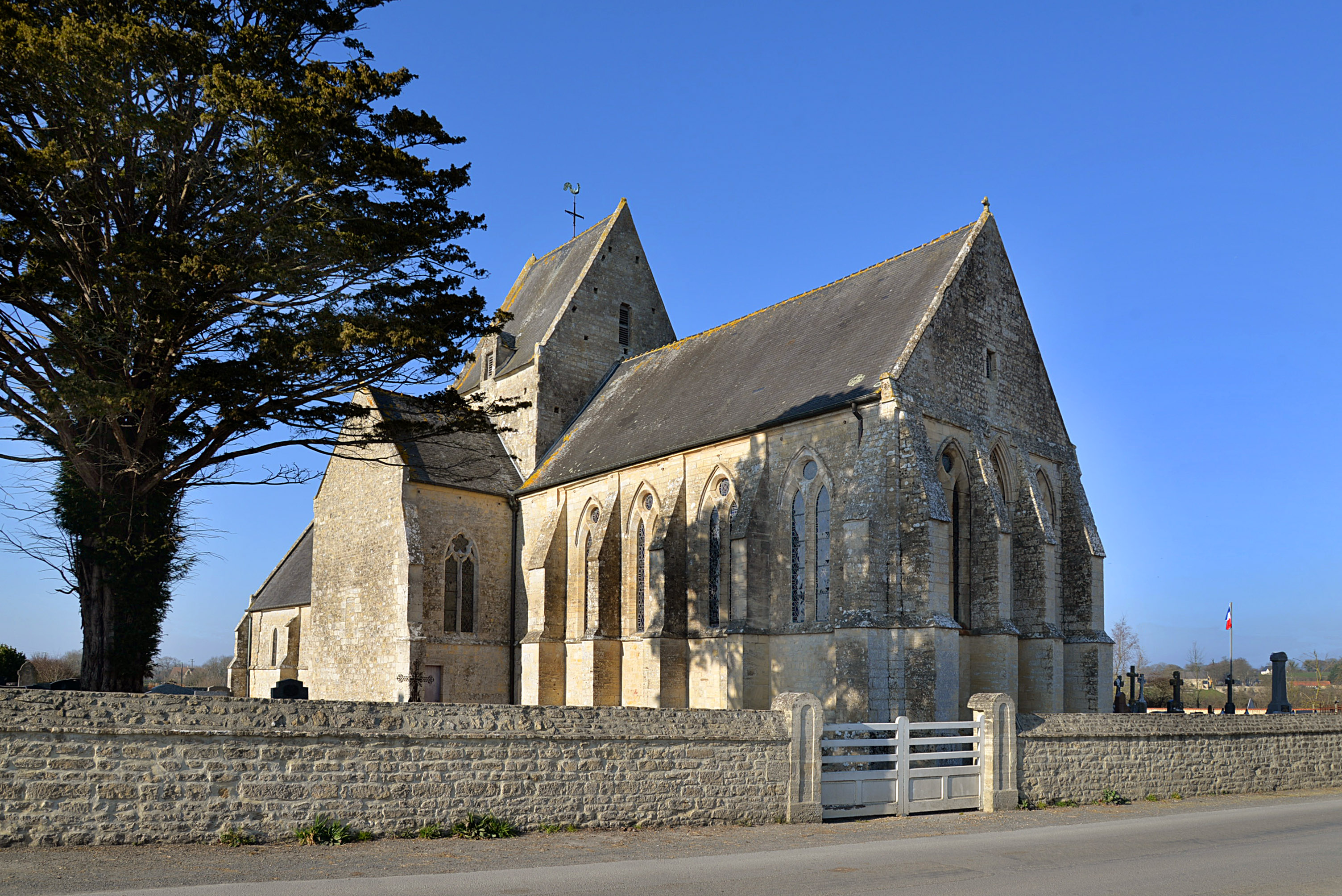
L'église Notre-Dame.
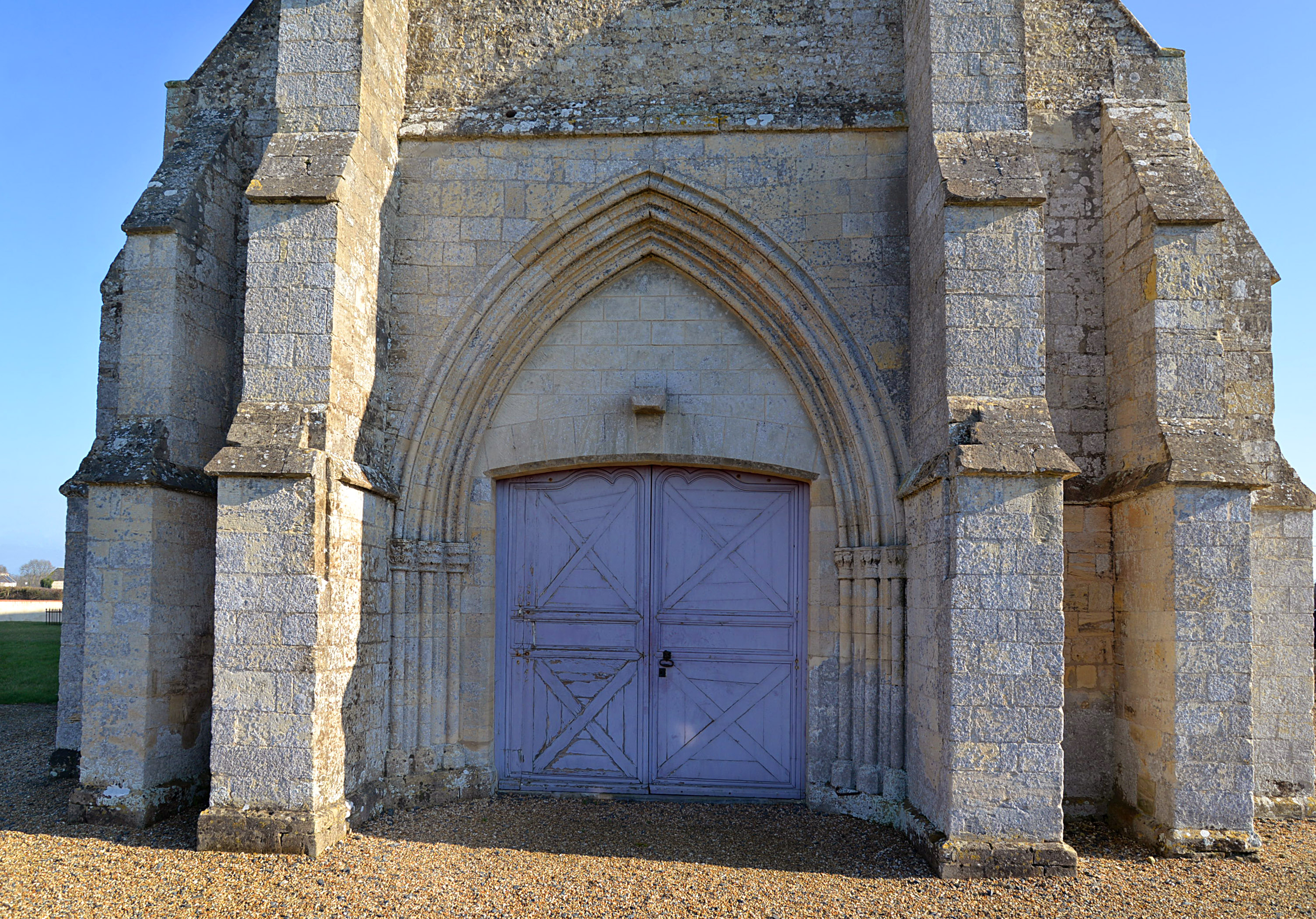
Le portail nord-ouest de l'église Notre-Dame.

## Pour approfondir